# İsmail Cem

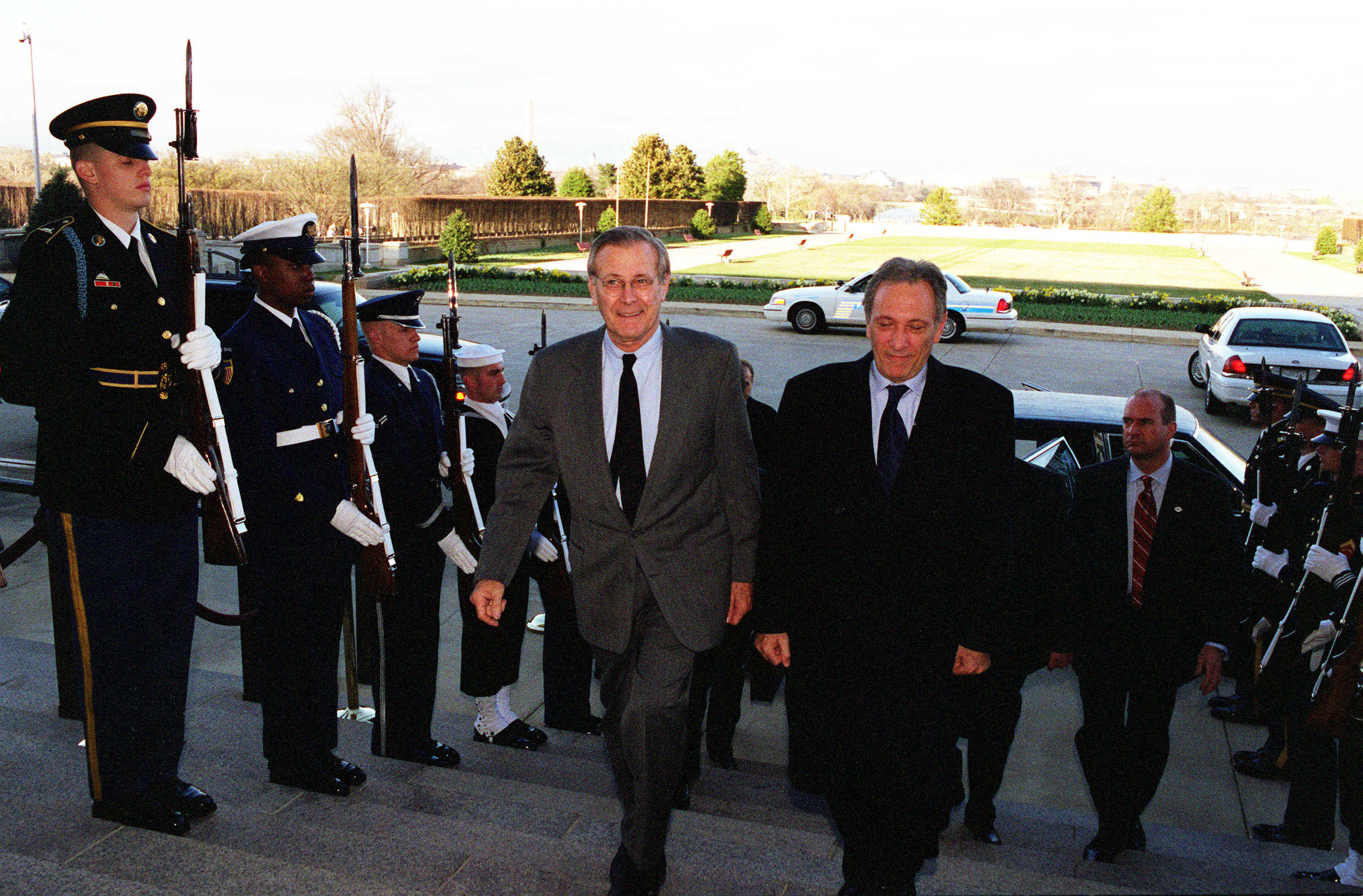
Ismail Cem (rechts) mit dem Verteidigungsminister der Vereinigten Staaten, Donald Rumsfeld

İsmail Cem İpekçi (* 15. Februar 1940 in Istanbul; † 24. Januar 2007 ebenda) war ein türkischer Journalist und Politiker.

## Leben
Cem entstammte einer angesehenen Familie, die viele hundert Jahre in Saloniki (Selânik) lebte und im Zusammenhang mit dem Bevölkerungsaustausch zwischen Griechenland und der Türkei von 1923 Griechenland verlassen musste.
Nachdem İsmail Cem das Robert College in Istanbul 1959 abgeschlossen hatte, studierte er 1963 an der juristischen Fakultät der Universität Lausanne. Er erhielt 1983 den Mastergrad in Soziologie der Politik von der École libre des sciences politiques in Paris. Er beherrschte die französische und englische Sprache fließend.
Nach seiner Rückkehr in die Türkei 1963 begann Cem seine Karriere als Journalist. Er wurde Redakteur der Milliyet, später der Cumhuriyet. Zwischen 1971 und 1974 leitete er die Türkische Journalistengewerkschaft (Türkiye Gazeteciler Sendikası). Unter der ersten Regierung von Ministerpräsident Bülent Ecevit (1974/75) wurde er Intendant des staatlichen Fernseh- und Radiosenders TRT.
Am 30. Juni 1997 wurde Cem Außenminister unter Ecevit. Er erreichte in verschiedenen Verhandlungen ein besseres Verhältnis zu Griechenland. Zum griechischen Außenminister Giorgos Andrea Papandreou pflegte er ein gutes Verhältnis, was auch später freundschaftlich erhalten blieb. Weiterhin trat er für eine starke Bindung der Türkei zur Europäischen Union ein.
Am Ende einer schweren wirtschaftlichen und politischen Krise, in die die Türkei ab 2001 geraten war, trat Cem am 11. Juli 2002 von seinem Amt zurück und aus der Demokratischen Linkspartei (DSP) aus. Mit seinen vormaligen Ministerkollegen Hüsamettin Özkan und Kemal Derviş gründete er die Partei der Neuen Türkei (YTP), die jedoch bei der folgenden Wahl erfolglos blieb. Danach zog er sich aus der aktiven Politik zurück.
İsmail Cem hatte zusammen mit Elçin Cem eine Tochter, İpek, und einen Sohn, Kerim. Er war engagierter Hobbyfotograf. Am 24. Januar 2007 erlag Cem in Istanbul seinem Lungenkrebsleiden.

## Bücher
- Türkiye'de Geri Kalmışlığın Tarihi, 512 Seiten, Can, ISBN 975-510-791-6
- Türkiye Üzerine Yazılar
- 12 Mart
- TRT'de 500 Gün
- Siyaset Yazıları
- Geçiş Dönemi Türkiye'si
- Sosyal Demokrasi ya da Demokratik Sosyalizm Nedir, Ne Değildir?, 311 Seiten, Can, ISBN 975-510-801-7
- Türkiye'de Sosyal Demokrasi
- Engeller ve Çözümler
- Yeni Sol, Sol'daki Arayış, 340 Seiten, Can, ISBN 975-8440-16-0
- Gelecek İçin Denemeler, 344 Seiten, Can, ISBN 975-8440-18-7
- Türkiye, Avrupa, Avrasya I, Strateji-Yunanistan-Kıbrıs, 298 pp, Istanbul Bilgi University (2004), ISBN 975-6857-88-9
- Avrupa'nın Birliği ve Türkiye, 364 Seiten, Istanbul Bilgi Universität (2005), ISBN 975-6176-27-X

## Auszeichnungen
Er wurde mit dem Preis Bester Staatsmann des Jahres 2000, zusammen mit dem griechischen Außenminister Giorgos Andrea Papandreou für die Förderung des Dialogs zwischen den beiden Nationen geehrt.